# Mr. Satan
Mr. Satan (ミスター・サタン, Misutā Satan), ook bekend als Hercule in sommige Engelstalige versies, is een fictief figuur uit de manga Dragon Ball en de anime-series Dragon Ball Z en Dragon Ball GT.
Mr. Satan is de vader van Videl en dus de schoonvader van Son Gohan, hij was wereldkampioen van gevechtskunsten. Hij dacht Cell te kunnen verslaan, omdat hij dacht dat Cell gebruikmaakte van trucs en vallen. Dit was niet het geval en hij wordt met 1 aanval verslagen. Gohan versloeg uiteindelijk Cell. Maar bijna iedereen denkt dat Mr. Satan gewonnen heeft. Mr. Satan dacht zelf de wereld te kunnen redden en probeerde Majin Boo te verslaan, door middel van cadeautjes. Maar Boo gaat hem aardig vinden en ze worden vrienden.